# Велика Вас (Моравче)
Велика Вас (словен. Velika vas) — поселення в общині Моравче, Осреднєсловенський регіон, Словенія. 
Висота над рівнем моря: 510,1 м.